# Chirbat an-Nakus
Chirbat an-Nakus (arab. ‏خربة الناقوس‎) – miejscowość w Syrii, w muhafazie Hama. W 2004 roku liczyła 1186 mieszkańców.